# Hilduto
Hilduto (em latim: Hildutus; c. 480, Ewyas (fronteira Inglaterra-Gales, Monmouthshire e Herefordshire) - c. 540, Llantwit Major, Gales) ou Hildo, também conhecido como Hilduto Farchog ou Hilduto, o Cavaleiro, foi um monge bretão, venerado como o abade professor da escola de Teologia, Bangor Illtyd, localizada em Llanilltud Fawr (Llantwit Major) em Glamorgan, País de Gales. Ele fundou o mosteiro e a faculdade no século VI, e acredita-se que a escola seja o primeiro centro de aprendizagem da Grã-Bretanha.  No seu auge, teve mais de mil alunos e educou muitos dos grandes santos da época, como Davi, Sansão de Dol e o historiador Gildas.